# Apebusu rubriventris
Apebusu rubriventris là một loài bọ cánh cứng trong họ Cerambycidae.